# Raphael Sperrer
Raphael Sperrer (* 20. August 1965 in Kirchdorf an der Krems, Oberösterreich) ist ein österreichischer Rallyefahrer.

## Leben
Raphael Sperrer hat zwei Kinder und wohnt in Kirchdorf an der Krems. Seit er 1987 mit dem Rallyesport begann, konnte er sechs Staatsmeistertitel (1988, 1995, 1996, 1998, 2000 und 2002) in der österreichischen Rallyestaatsmeisterschaft feiern. Zudem ist er Geschäftsführer der "Raphael Sperrer Rallyepromotion", Prokurist der "Sperrer Motorsports GmbH" (Auto-Tuning-Firma), Gründungsmitglied des Vereins "Ostarrîchi-Rallye" und Organisator der "Ostarichi-Rallye" (vormals Pyhrn-Eisenwurzen-Rallye bzw. Castrol-Rallye). Seit 2006 betätigt er sich als Fahrer bei der legendären "Rallye Dakar", konnte diese bis zu diesem Zeitpunkt jedoch noch nie beenden (2006: Motorschaden; 2007: Fahrwerksschaden).

## Erfolge
- 1988 – österreichischer Rallye-Staatsmeister (Gruppe N)
- 1991 – 3. Platz Dubai-Rallye
- 1992 – 4. Platz Castrol-Rallye in Südafrika
- 1994 – 7. Platz Tap Rallye de Portugal; 3. Platz Castrol-Rallye Südafrika (bester Privatier)
- 1995 – 2. Platz Klasse Formel 2 Portugal-Rallye; österreichischer Rallyestaatsmeister (Formel 2)
- 1996 – österreichischer Rallye-Staatsmeister (Gruppe A)
- 1997 – bester Mitteleuropäer und "Rookie of the Year" bei der Neste Rallye Finland; 3. Platz (Formel 2) Rallye Catalunya
- 1998 – österreichischer Rallye-Staatsmeister (Gruppe A)
- 1999 – 2. Platz (Formel 2) Rallye San Remo
- 2000 – 12. Platz Neste Rallye Finland; österreichischer Rallyestaatsmeister (WRC)
- 2002 – österreichischer Rallye-Staatsmeister (WRC)